# Stenobermuda iliffei
Stenobermuda iliffei là một loài chân đều trong họ Stenetriidae. Loài này được Kensley miêu tả khoa học năm 1994.